# Bongaigaon
Bongaigaon (asamski বঙাইগাঁও) – miasto w północno-wschodnich Indiach, stolica dystryktu o tej samej nazwie, w stanie Asam. W mieście znajduje się centrala zakładu petrochemicznego (BRPL). W 2001 r. miasto to zamieszkiwało 60 550 mieszkańców.

## Położenie geograficzne
Miasto położone jest średnio 53 metrów nad poziomem morza, w miejscu o współrzędnych geograficznych 26°28'00 N i 90°34'0 E.

## Demografia
Według spisu z roku 2001 liczba mieszkańców miasta wyniosła 60 550 osób, z czego 51,41% stanowili mężczyźni a 48,58% kobiety. Wśród mieszkańców 60,26% potrafiło pisać i czytać.